# Artur Felfner
Artur Serhiyovych Felfner (in ucraino Артур Сергійович Фельфнер?; Konotop, 17 ottobre 2003) è un giavellottista ucraino.

## Record nazionali
Juniores (under 20)
- Lancio del giavellotto: 84,32 m ( Šamorín, 9 giugno 2022)

## Progressione

### Lancio del giavellotto
| Stagione | Misura  | Luogo     | Data      | Rank. Mond |
| -------- | ------- | --------- | --------- | ---------- |
| 2025     | 81,14 m | Bergen    | 19-7-2025 |            |
| 2024     | 83,95 m | Offenburg | 12-5-2024 |            |
| 2023     | 83,04 m | Espoo     | 15-7-2023 |            |
| 2022     | 84,32 m | Šamorín   | 9-6-2022  |            |
| 2021     | 78,41 m | Tallinn   | 17-7-2021 |            |
| 2020     | 76,52 m | Istanbul  | 13-9-2020 |            |

## Palmarès
| Anno | Manifestazione | Sede     | Evento                 | Risultato | Prestazione | Note                                             |
| ---- | -------------- | -------- | ---------------------- | --------- | ----------- | ------------------------------------------------ |
| 2021 | Europei U20    | Tallinn  | Lancio del giavellotto | Oro       | 78,41 m     | Miglior prestazione mondiale stagionale under 20 |
| 2021 | Mondiali U20   | Nairobi  | Lancio del giavellotto | Argento   | 76,32 m     |                                                  |
| 2022 | Mondiali U20   | Cali     | Lancio del giavellotto | Oro       | 79,36 m     |                                                  |
| 2022 | Europei        | Monaco   | Lancio del giavellotto | Qualif.   | 76,06 m     |                                                  |
| 2023 | Giochi europei | Chorzów  | Lancio del giavellotto | Bronzo    | 82,24 m     | [ 1 ]                                            |
| 2023 | Europei U23    | Espoo    | Lancio del giavellotto | Oro       | 83,04 m     | [ 2 ]                                            |
| 2023 | Mondiali       | Budapest | Lancio del giavellotto | Qualif.   | 73,81 m     | [ 3 ]                                            |
| 2024 | Europei        | Roma     | Lancio del giavellotto | 8º        | 81,38 m     | [ 4 ]                                            |
| 2024 | Olimpiade      | Parigi   | Lancio del giavellotto | Qualif.   | 81,84 m     | [ 5 ]                                            |
| 2025 | Europei U23    | Bergen   | Lancio del giavellotto | Oro       | 81,14 m     |                                                  |

## Campionati nazionali
- 2 volte campione nazionale ucraino dei lancio del giavellotto (2023, 2024)

2023
- Oro  ai campionati ucraini (Lutsk), Lancio del giavellotto - 80,97 m

2024
- Oro ai campionati di lanci invernali ucraini (Kiev), Lancio del giavellotto - 75,04 m
- Oro ai campionati ucraini (Leopoli), Lancio del giavellotto - 81,31 m

## Altre competizioni internazionali
2019
- Bronzo al Festival olimpico estivo della gioventù europea, ( Baku), Lancio del giavellotto - 73,14 m[6]

2020
- Oro ai campionati balcanici U20 ( Istanbul), lancio del giavellotto - 76,52 m

2023
- Oro in Coppa Europa di lanci U23 ( Leiria), lancio del giavellotto - 80,09 m
- Argento ai Campionati europei a squadre, ( Chorzów), lancio del giavellotto - 82,24 m
- 6º all'Athletissima, ( Losanna), lancio del giavellotto - 81,89 m

2024
- Oro in Coppa Europa di lanci ( Leiria), lancio del giavellotto - 81,89 m
- 5º al Meeting de Paris, ( Parigi), lancio del giavellotto - 80,48 m
- 4º all'Athletissima, ( Losanna), lancio del giavellotto - 83,38 m
- 7ª al Weltklasse Zürich ( Zurigo), lancio del giavellotto - 75,89 m
- 6ª al Memorial Van Damme ( Bruxelles), lancio del giavellotto - 79,86 m

2025
- Argento ai Campionati europei a squadre, ( Madrid), lancio del giavellotto - 80,54 m